# Skien (Noorwegen)
Skien is de hoofdstad van de Noorse provincie Telemark. 
Omliggende gemeenten zijn Porsgrunn, waarmee het samen de dubbelstad Skien-Porsgrunn vormt, Siljan en Larvik. Dichtbij ligt het meer Norsjø. Skien is de hoofdstad van Telemark en zetel van een van de zes Lagmannsretter (gerechtshoven) in Noorwegen.

## Stad Skien

### Geschiedenis
Skien, tot 1814 geschreven als Scheen, is een van de oudste steden in Noorwegen. Waar de meeste oude steden gesticht zijn door een koning geldt dat niet voor Skien. De stad die zeker al rond het jaar 1000 als nederzetting bestond, dankt zijn ontwikkeling vooral aan zijn ligging in Grenland. Toen Noorwegen in de 12e eeuw werd verdeeld in sysler, werd de stad het centrum voor Skiensysla, dat vrijwel geheel hedendaags Telemark omvatte.
In de 13e eeuw ontwikkelde de stad zich langs de Skienselva als centrum voor de houthandel. Handel werd gedreven met de Hanze en later ook met Holland en Engeland.
Koning Håkon VI Magnuson verleende de plaats in 1358 stadsrechten.

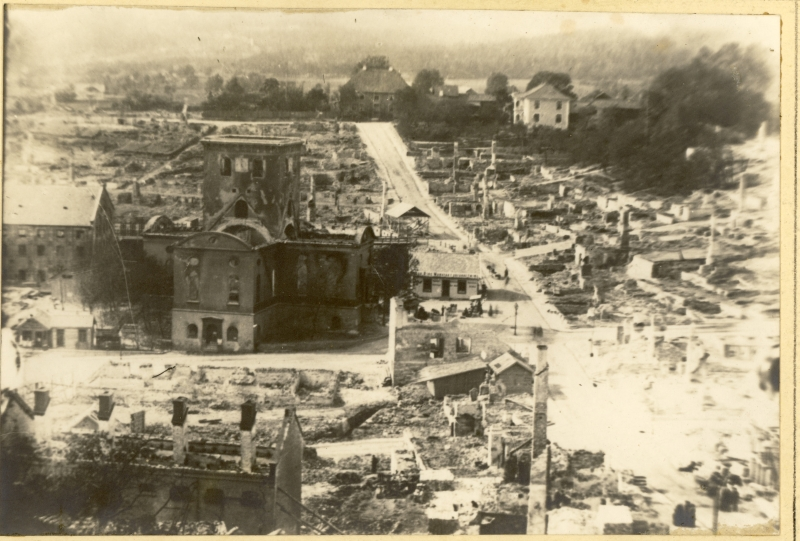
Skien na de brand van 1886

De stad werd in de 19e eeuw meermalen door grote branden getroffen. De zwaarste brand was in 1886 toen 244 gebouwen volledig verloren gingen. Na deze brand werd bij de wederopbouw Murtvang ingevoerd, dat de huizen, tot dan voornamelijk van hout, voortaan in steen moesten worden gebouwd.
In Skotfoss bevond zich een papierfabriek die van 1890 tot 1986 in bedrijf was.
In 1964 werd de stad aanzienlijk uitgebreid door toevoeging van de vroegere gemeenten Gjerpen, Solum en Valebø. De gemeente groeide tot meer dan 50.000 inwoners.

### Bezienswaardigheden
.

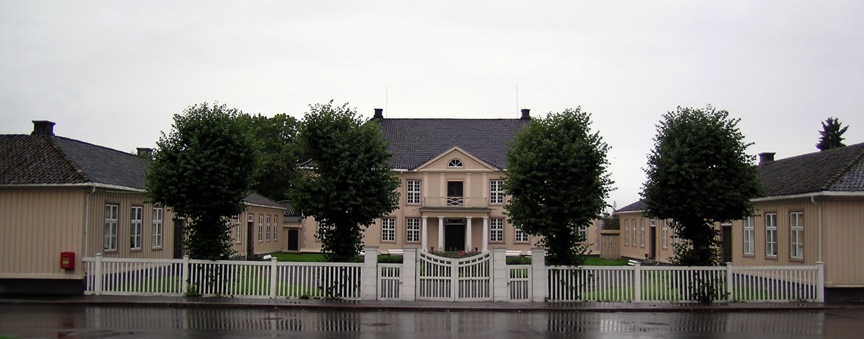
Het Telemark Museum

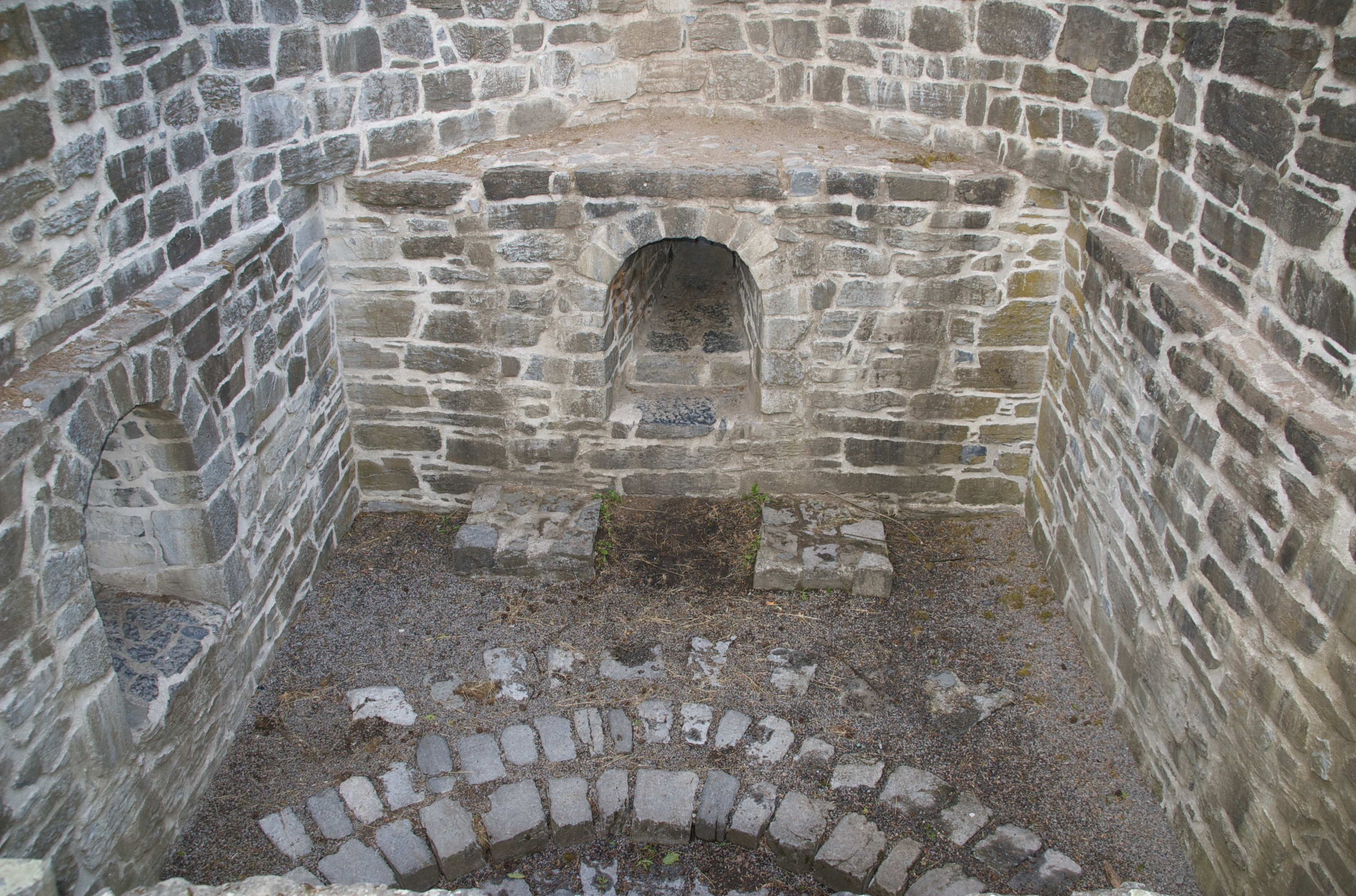
Kerk op de Kapitelberg

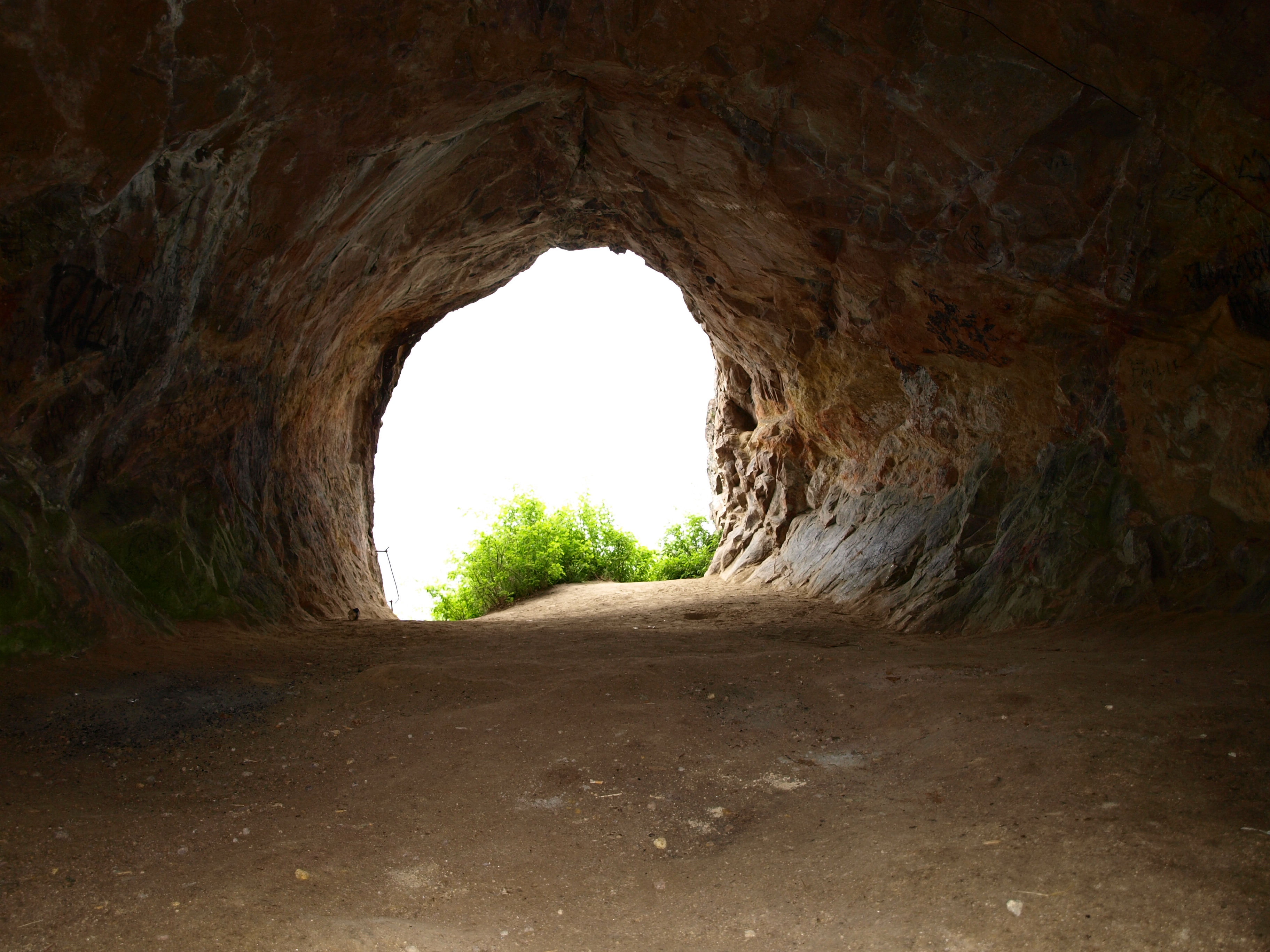
Mikaelshulen

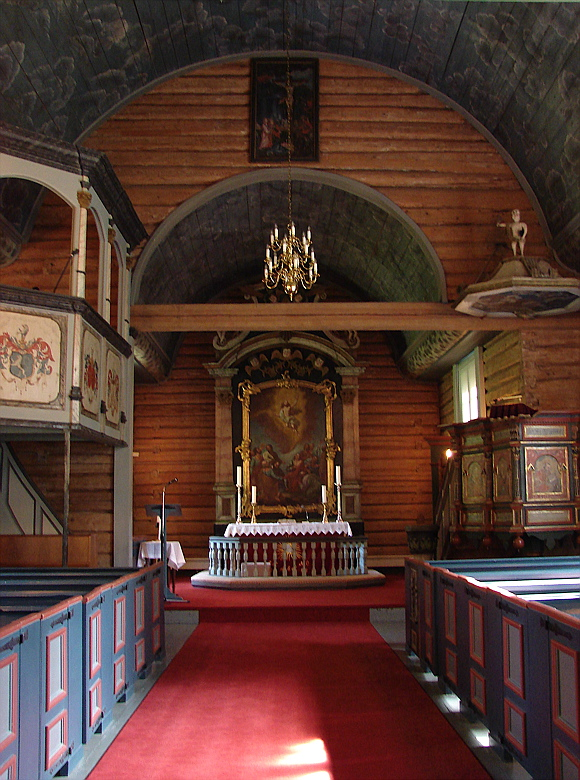
Koor van de kerk van Solum

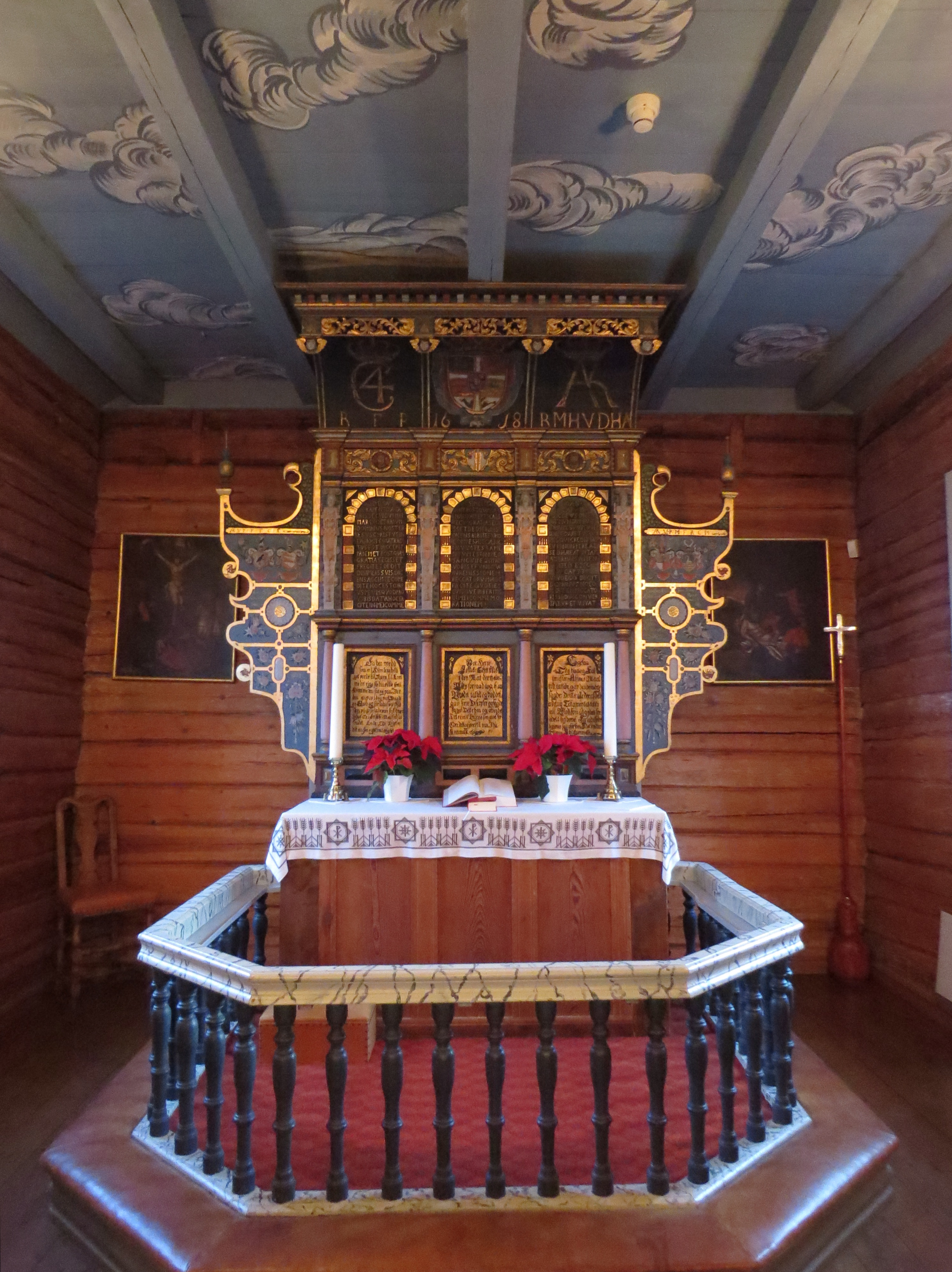
Altaartafel van de kerk van Melum

- Het Telemark Museum is gevestigd in Søndre Brekke gård, een statig huis dat in een park ligt. Het hoofdgebouw dateert uit de 18e eeuw en is gebouwd in empirestijl. Het museum geeft een overzicht van de cultuurgeschiedenis van Telemark.
- In Gjerpen bevindt zich het Henrik Ibsen Museum.
- De Kerk op de Kapitelberg bij Bratsberg is een ruïne van een zeer oude kerk uit de 12e eeuw. De kerk, gebouwd als kapel bij een adellijk huis, had een crypte hetgeen zeer zeldzaam is in Noorwegen. Naast deze kerk zijn er slechts drie andere kerken in Noorwegen, die een crypte hebben. De ruïne is de Tusenårssted van Skien.
- De hoofdkerk van Skien is een bakstenen neogotisch bouwwerk van 1894. De voorgevel omvat twee torens die elk 67 meter hoog zijn. Het orgel is een van de grootste van Noorwegen, met 5000 pijpen.
- Kerk van Gimsøy van 1922, neoromaans
- Kerk van Gjerpen, voor het eerst vermeld rond 1150, stenen kruiskerk, in breuksteen.
- Kerk van Hakastein, gebouwd tussen 1010 en 1040, een der oudste van Noorwegen. Nu liggen de fundamenten in een kultuurpark.
- Kerk van Kylebygda, houten kerk van 1859.
- Kapel van Luksefjell, houten zaalkerk van 1858.
- Kerk van Melum, houten zaalkerk van 1728. Vroeger was er een aan Sint-Laurentius gewijde staafkerk. Huidige kerk heeft een bijzonder interieur met houtschilderingen.
- Mikaelshulen, een door erosie gevormde grot, dertig meter boven het meer Norsjø gelegen. Werd in de katholieke tijd als kerk gebruikt, gewijd aan aartsengel Michaël. Het was een bedevaartsoord, en na de reformatie een soort schuilkerk voor de katholieken, in gebruik tot 1843.
- Kerk van Skotfoss, van 1900. Houten kerk in neogotische stijl.
- Kerk van Solum, houten kerk van 1766. Bijzonder interieur met houtschilderingen.
- Kerk van Valebø, houten kerk van 1903.
- Skien Misjonskirke, bakstenen kerk van 1856 en de oudste vrijgemaakte kerk (frikirken) in Noorwegen (protestantse kerk die geen Noorse staatskerk is).
- Diverse houten herenhuizen.

Skien ligt op het eindpunt van het Telemarkkanaal.

## Gemeente
De gemeente telde 50.676 inwoners in januari 2005, waarvan 48,7% mannelijk. Het aandeel ouderen (67 jaar of ouder) is 14,1%. In juni 2005 was 3,8% van de bevolking werkloos.
Er vertrokken in 2004 1942 personen en er vestigden zich 2069 personen in Skien. De gemeenteregistratie telde 32 personen met een van oorsprong de Nederlandse nationaliteit.

## Andere plaatsen in de gemeente
- Hoppstad
- Sneltvedt
- Gjerpen
- Holla
- Solum

## Sport
Odds BK is de betaaldvoetbalclub van Skien. In het verleden was de club bekend onder de naam Odd Grenland. Odds BK speelt haar wedstrijden in de Skagerak Arena.

## Geboren in Skien
- Henrik Ibsen (1828-1906), schrijver
- Tor Åge Bringsværd (1939), schrijver
- Dag Erik Pedersen (1959-2024), wielrenner
- Jan Kvalheim (1963), beachvolleyballer
- Monica Valen (1970), wielrenster
- Vegard Høidalen (1971), beachvolleyballer
- Tommy Svindal Larsen (1973), voetballer
- Frode Johnsen (1974), voetballer
- Alexander Aas (1978), voetballer
- Rune Jarstein (1984), voetballer
- Emilie Hegh Arntzen (1994), handbalster
- Jonas Abrahamsen (1995), wielrenner
- Rafik Zekhnini (1998), voetballer

Bamble · Drangedal · Fyresdal · Hjartdal · Kragerø · Kviteseid · Midt-Telemark · Nissedal · Nome · Notodden · Porsgrunn · Seljord · Siljan · Skien · Tinn · Tokke · Vinje